# August Frind
August Frind (21. listopadu 1852 Krásná Lípa – 4. srpna 1924 Krásná Lípa) byl česko-německý malíř, ilustrátor, litograf a básník. Ve své tvorbě se věnoval především historickým a náboženským tématům, dále maloval zátiší, krajinky a portréty krásnolipských občanů. Jeho nejplodnější období přišlo po první světové válce. Pro množství a kvalitu tvorby byl nazýván „Brožíkem Šluknovského výběžku“ či „mistrem kompozice“.

## Život

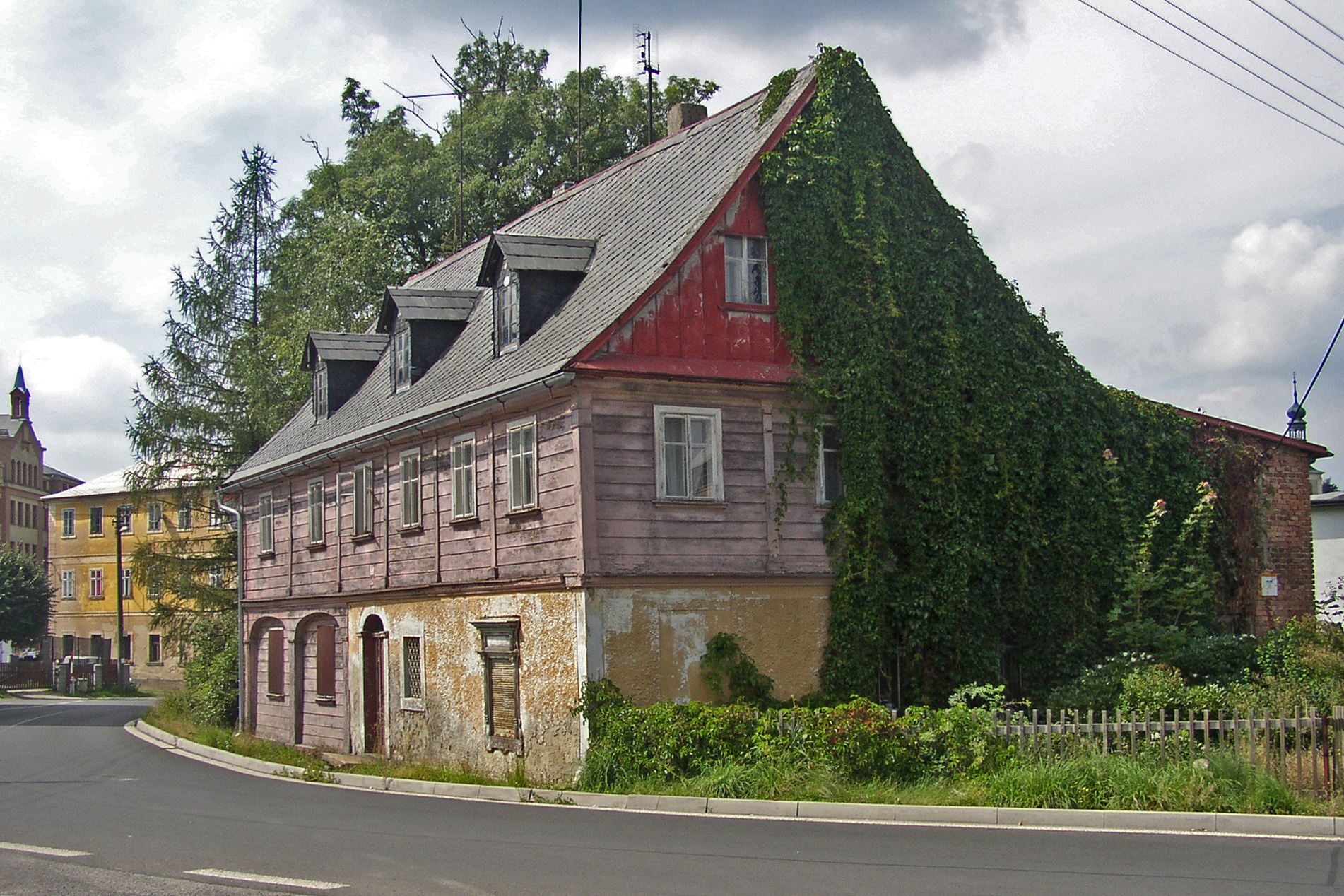
Frindův rodný dům v Krásné Lípě, Varnsdorfská 224/5

August Frind se narodil v Krásné Lípě. Pocházel ze skromných poměrů; měl pět sourozenců, jeho otec Augustin Frind pracoval jako tkadlec, matka se jmenovala Brigitte, rozená Hesseová. Jeho rodný dům doposud stojí ve Varnsdorfské ulici čp. 224/5. Základní vzdělání absolvoval na farní škole v Krásné Lípě a poté pokračoval na místní průmyslové škole. Roku 1867 se začal učit litografem v místní dílně u Alberta Sadera. V letech 1872–1874 pracoval jako litograf v Löbau u Adolfa Götchera a poté v Drážďanech v litografické dílně a tiskárně F. F. Fliegla. Po roce 1874 byl zaměstnán v různých saských městech a během svých cest dospěl k rozhodnutí stát se malířem. Stipendium od krásnolipského továrníka Carla Augusta Dittricha mladšího, majitele textilní továrny Hielle & Dittrich, mu umožnilo od roku 1876 studium malířství na drážďanské Královské akademii výtvarných umění u žánrového malíře a portrétisty Leona Pohla (1841–1908) a u malíře historických obrazů Ferdinanda Pauwelse (1830–1904). Roku 1881 podnikl August Frind studijní cestu po jižním Německu, Švýcarsku a Itálii. Roku 1886 dokončil studium portrétem profesora Pauwelse. První zakázky získával již během drážďanského studia, zvláště pak od rodiny Dittrichových. V 80. letech 19. století získal od své alma mater za obrazy Věrná péče a Psyché a Pan stříbrné medaile. V této době namaloval svůj největší a nejznámější obraz Rudolf Habsburský nad mrtvolou Přemysla Otakara II., za který obdržel roku 1886 zlatou medaili akademie.

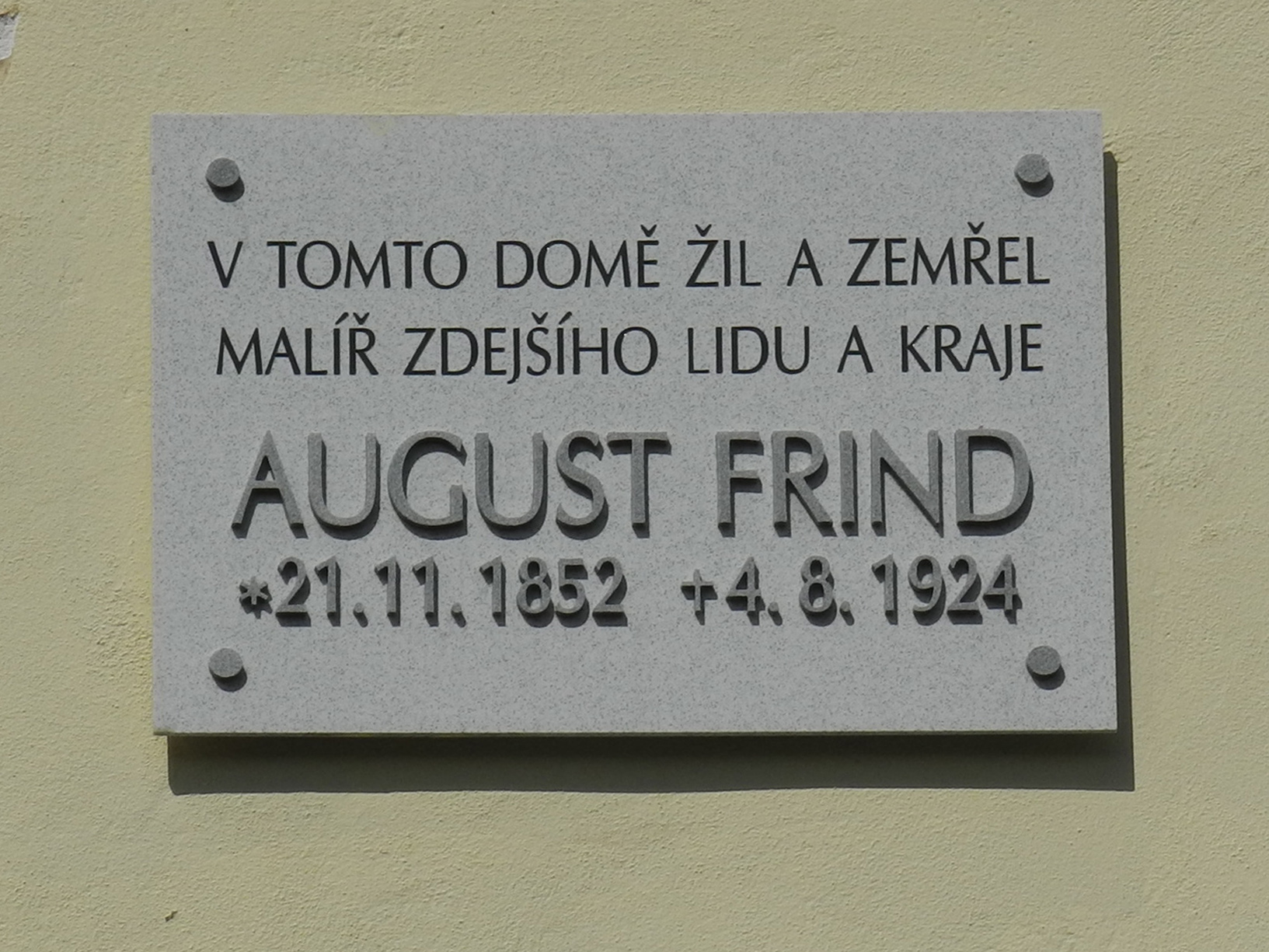
Pamětní deska na domě, kde Frind bydlel

Po ukončení studia odešel do Mnichova, kde měl pronajatý ateliér. S Krásnou Lípou zůstával i nadále v kontaktu. Navštěvoval ji zejména v létě a získával zde řadu zakázek. Na objednávku svého patrona Carla Dittricha se v letech 1888–1889 ujal umělecké výzdoby rodinné hrobky na krásnolipském městském hřbitově. Jedním z Frindových zájmů byla také heraldika; roku 1888 navrhl městský znak Varnsdorfu a o pět let později i Krásné Lípy. Roku 1894 vytvořil pro kapli Kalvárie na křížové cestě v Krásné Lípě oltářní obraz Ukládání Krista do hrobu a roku 1897 pro hřbitovní kapli za kostelem svaté Máří Magdalény oltářní obraz Vzkříšení Krista. Mladší mozaika v tympanonu kaple byla rovněž zhotovena podle Frindova návrhu. Obě kaple spolu s obrazy zanikly po druhé světové válce. Navrhl rovněž vitráže pro kostel svaté Máří Magdalény a namaloval oltářní obraz Kristus jako učitel (Pojďte všichni ke mně) určený pro krásnolipský starokatolický kostel. Během mnichovského pobytu vystavoval svá díla v Praze, Vídni, Linci, Norimberku, Hamburku a Londýně. Jeho mnichovský ateliér vyfotografoval německý malíř a fotograf Carl Teufel (1845–1912). Přátelil se, cestoval a od roku 1897 si dopisoval s knězem, spisovatelem a učitelem Antonem Amandem Paudlerem (1844–1905). Psal také básně a pravidelně přispíval do časopisu Severočeského výletního klubu nazvaného „Mitteilungen des nordböhmischen Excursions-Clubs“.
Kvůli zdravotním problémům se roku 1912 vrátil z Mnichova do rodného města. Zde si v pronajatém bytě domu čp. 285 v dnešní Smetanově ulici zřídil ateliér. Nejproduktivnější období jeho života přišlo po první světové válce, kdy namaloval téměř polovinu svých obrazů. Portrétoval významné krásnolipské občany a členy jejich rodin, zachytil všední život obyčejných lidí, věnoval se také sociálním tématům a maloval též zátiší s květinami a ovocem. Na několika obrazech zachytil město Krásná Lípa, jeho domy, obchody a okolní krajinu. Frindovy malby byly velmi oblíbené v rodném městě a jeho okolí, z výstav se však vracely povětšinou neprodané a příliš nezaujal ani kunsthistoriky. Byl „malířem staré školy“ a celý život zůstával věrný realismu a dílům svých učitelů. K novým uměleckým směrům, jako byla secese či impresionismus, se stavěl odmítavě. Ke svým 70. narozeninám obdržel roku 1922 čestné občanství města Krásná Lípa a někdejší Daubitzer Straße (dnešní Smetanova) byla přejmenována na Frindstraße.
August Frind žil samotářským životem, nikdy se neoženil a neměl žádné potomky. Zemřel po krátké těžké nemoci dne 4. srpna 1924 v Krásné Lípě, kde byl i pochován. Původní hrob se nedochoval.

## Odkaz
Svou pozůstalost, včetně rozsáhlé sbírky vlastních obrazů, daroval August Frind městu Krásná Lípa, které v jeho ateliéru zřídilo muzeum. Po skončení druhé světové války a odsunu původních obyvatel byla sbírka zachráněna a přemístěna do rumburského muzea. Zde jeho dílo od 90. let 20. století připomíná stálá expozice. Město Krásná Lípa vytvořilo roku 2016 tematickou stezku „Po stopách Augusta Frinda“, která byla financována z unijního programu EFRE. Dvanáct zastávek představuje Frindův život a tvorbu. Malířův příbuzný, akademický malíř Martin Frind (* 1963 v Praze), žije ve Veltrusech.

## Dílo (výběr)

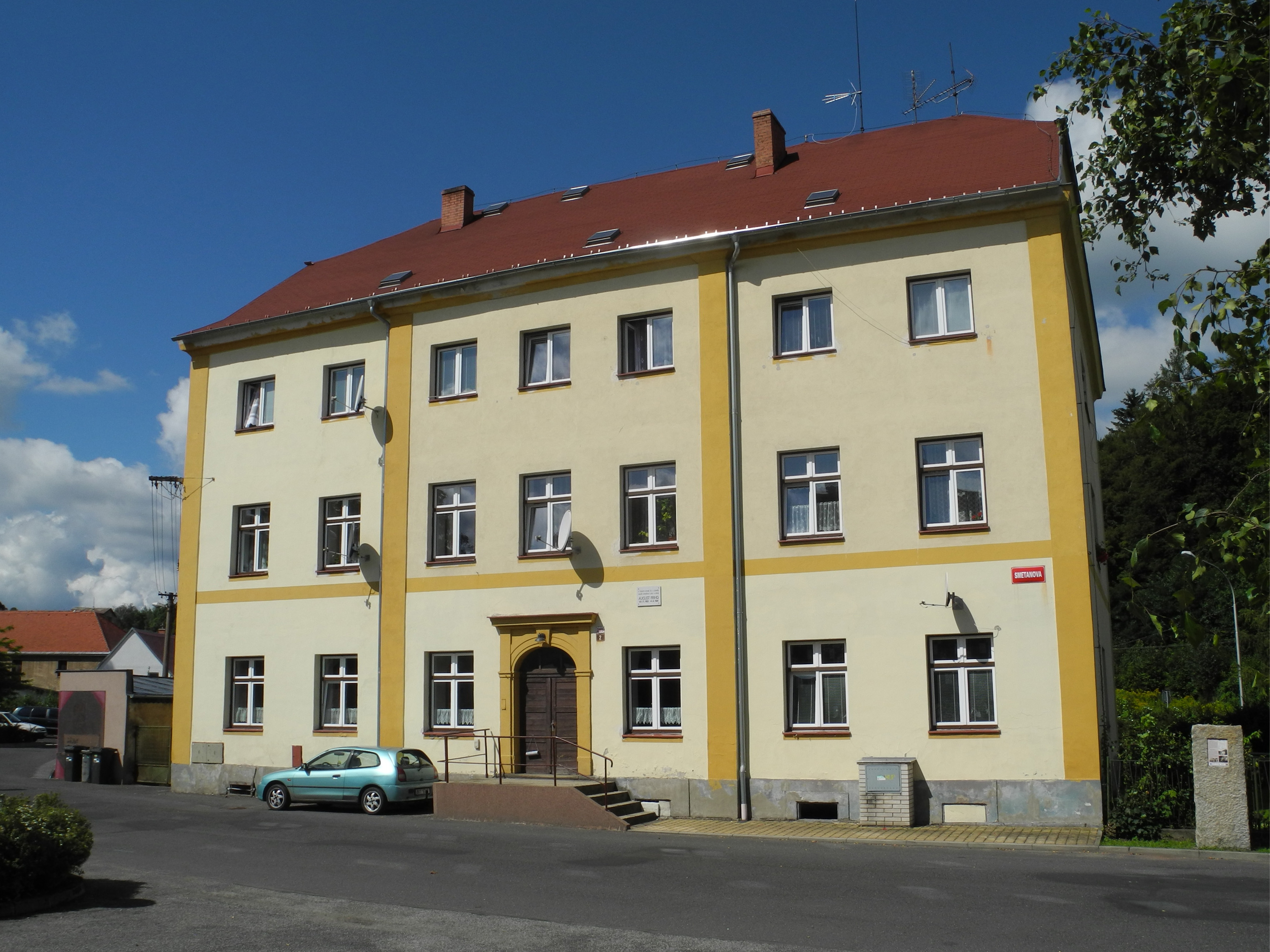
Dům, kde Frind po roce 1912 v Krásné Lípě bydlel, Smetanova 285/2

- Čas odpočinku: olejomalba, 1882, Drážďany, stříbrná medaile drážďanské akademie
- Věrná péče: olejomalba, 1884, Drážďany, zlatá medaile drážďanské akademie
- Psyché a Pan: olejomalba, 1885, Drážďany, stříbrná medaile drážďanské akademie, od roku 1925 ve sbírce rodiny Dittrichových, po roce 1945 v rumburském muzeu
- Rudolf Habsburský nad mrtvolou Přemysla Otakara II.: olejomalba, 1886, Drážďany, zlatá medaile drážďanské akademie, umístěna v liberecké radnici a poté v rumburském muzeu
- Život na hradě ve středověku: cyklus tří fresek pro zámek Kitzscher u saské Borny, zničený (náčrty uloženy v rumburském muzeu)
- Výzdoba Dittrichovy hrobky v Krásné Lípě: 1888–1889, návrh oltáře, lavic, mřížky, svícnů, fresek, vitráží a mozaiky (silně poničené)
- Zátiší s japonskou vázou: olejomalba, 1890
- Ukládání Krista do hrobu (Oplakávání Krista): oltářní obraz, 1894, kaple Kalvárie v Krásné Lípě, zničený
- Vzkříšení Krista: oltářní obraz, 1897, hřbitovní kaple v Krásné Lípě, zničený
- Vzkříšení Krista: oltářní obraz, 1898, dřívější evangelický kostel (nyní římskokatolický kostel Nanebevstoupení Páně) v Żyrardówě
- Kristus jako učitel (Přijďte všichni ke mně): oltářní obraz, 1900, starokatolický kostel Spasitele v Krásné Lípě, zničený
- Serenáda na lůžku nemocného: olejomalba
- Bavorské námluvy (Šťastný pár): olejomalba
- Dolský mlýn: ilustrace, 1904, kniha Der neue Kammweg vom Jeschken zum Rosenberge od Antona Amanda Paudlera
- Výkřik po chlebu: olejomalba, 1917, Krásná Lípa
- Stávka punčochářů: olejomalba, Krásná Lípa
- Zátiší s jablky, melouny a růžovou vázou: olejomalba, 1918
- Květinové zátiší s pomeranči: olejomalba, 1923

## Galerie

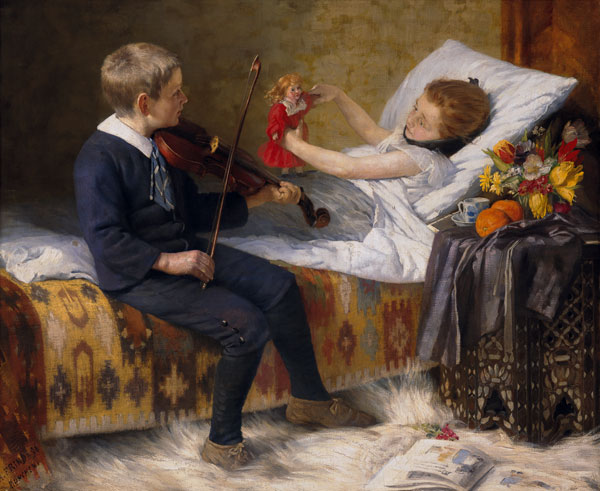
Serenáda u lůžka nemocného
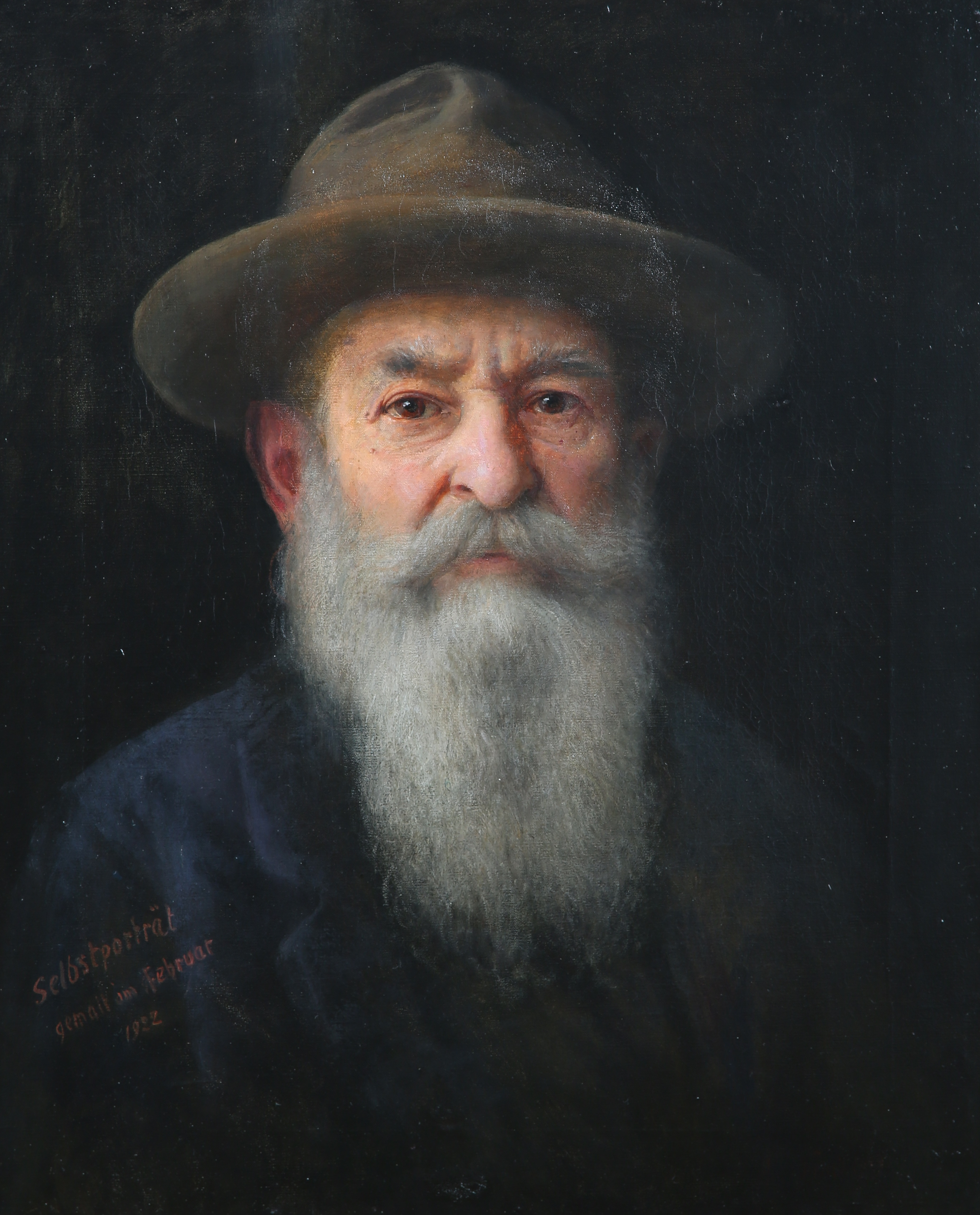
Autoportrét
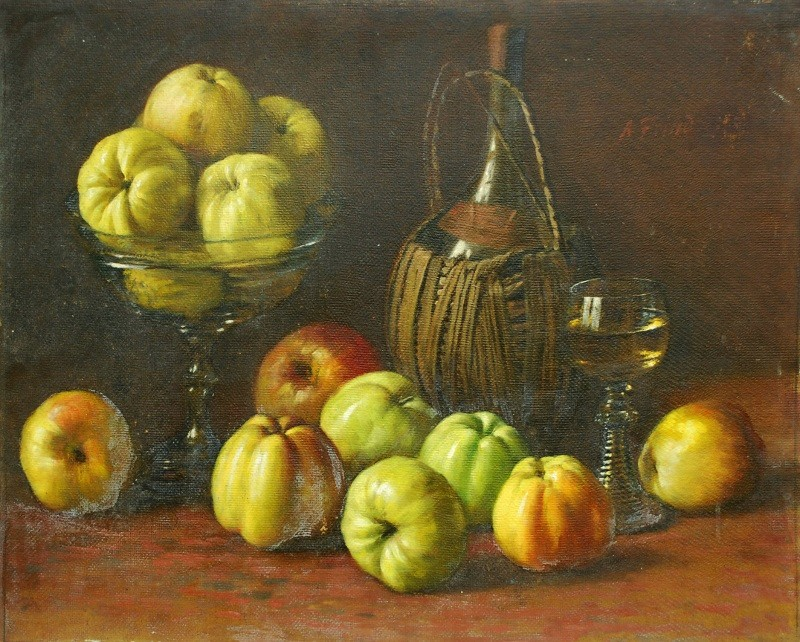
Zátiší s jablky
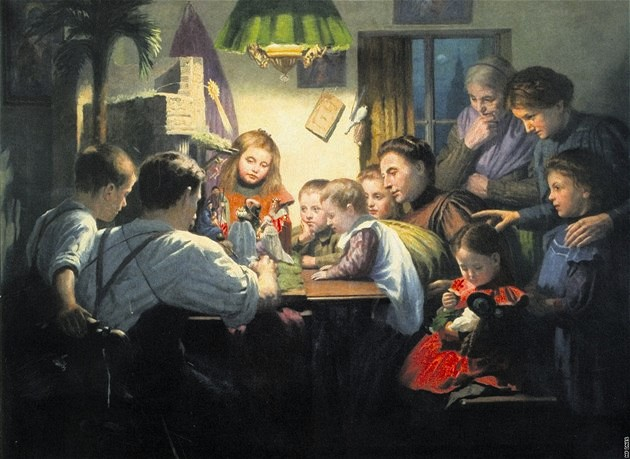
Večer Tříkrálový
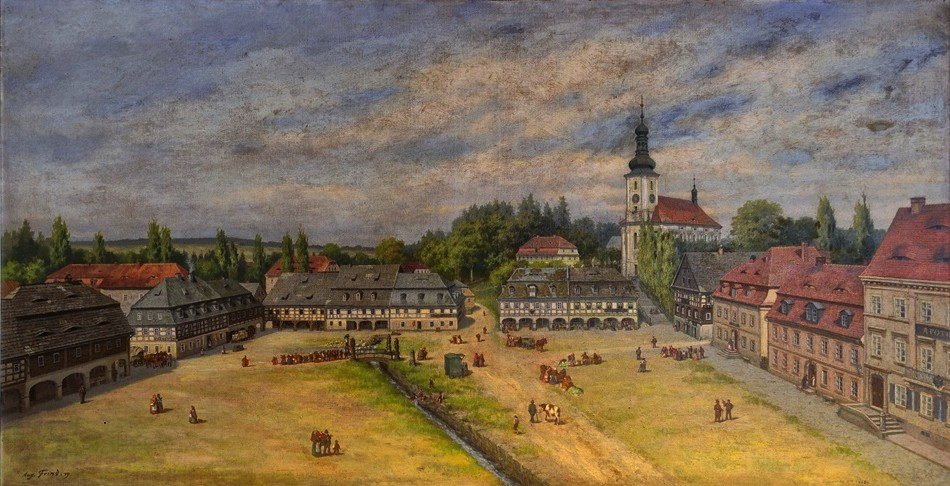
Krásná Lípa
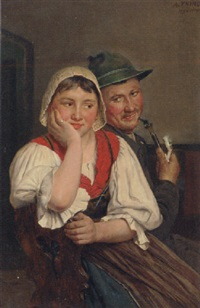
Námluvy
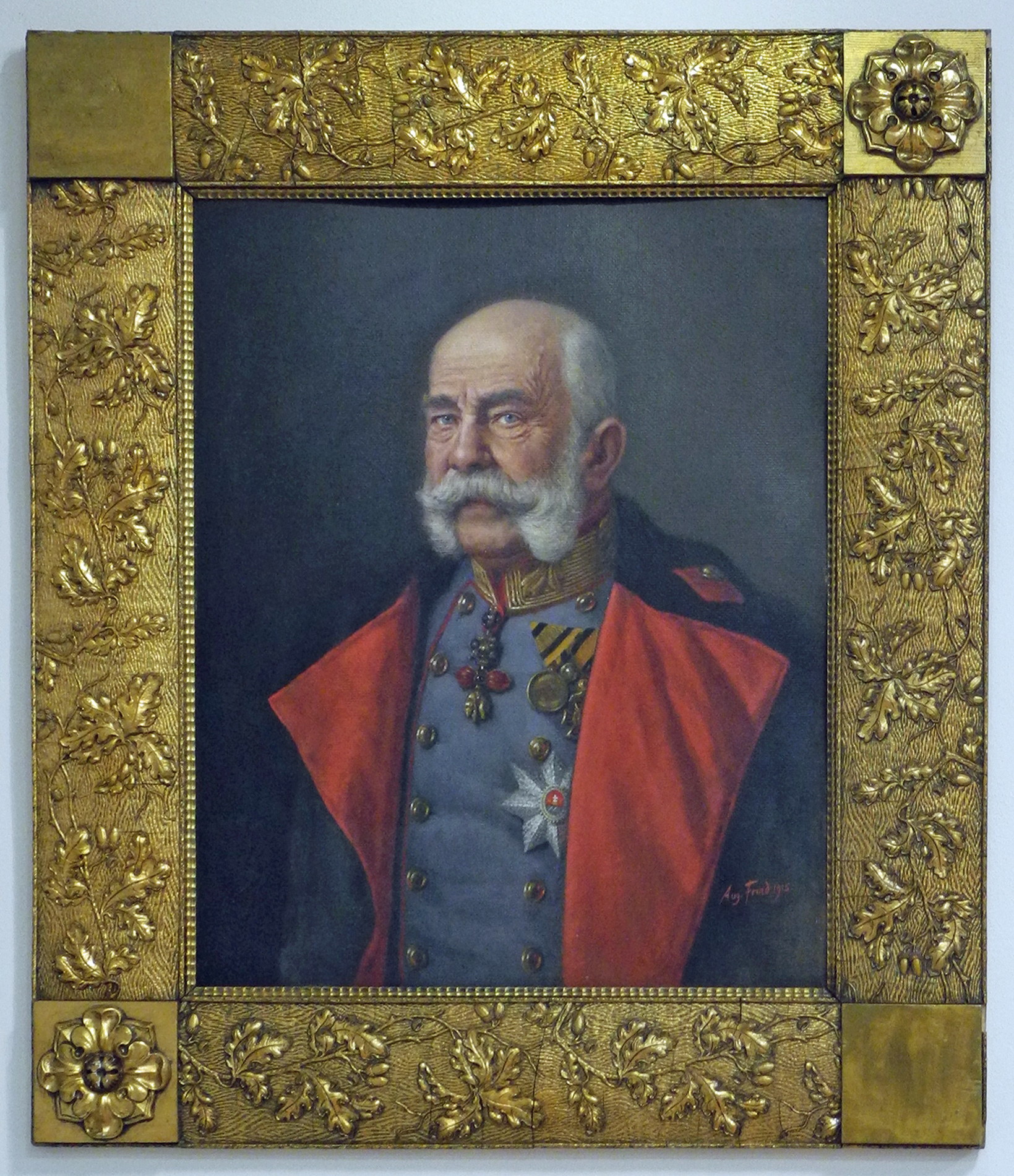
Portrét císaře Františka Josefa I.
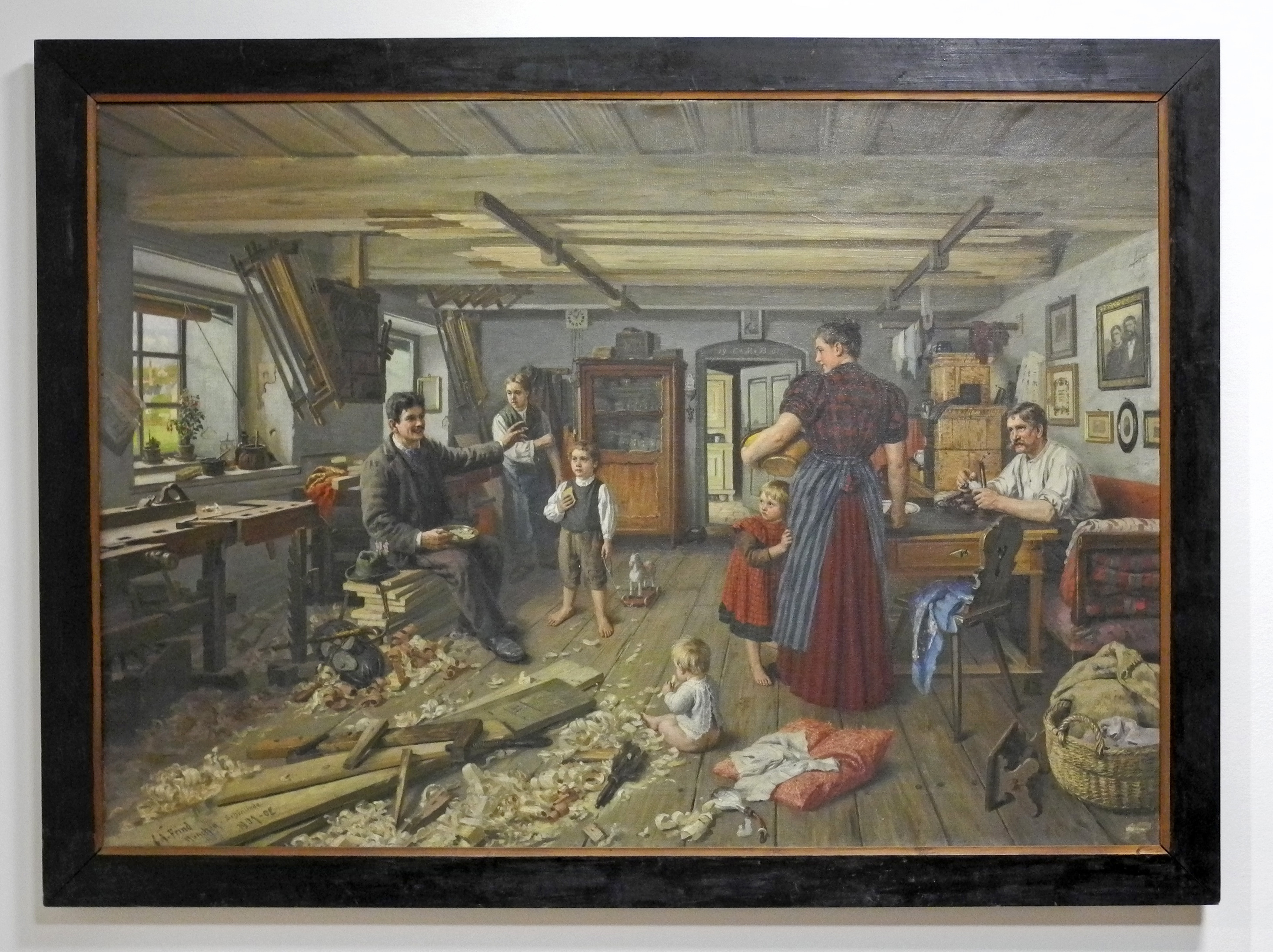
Žánrový obraz z truhlářství
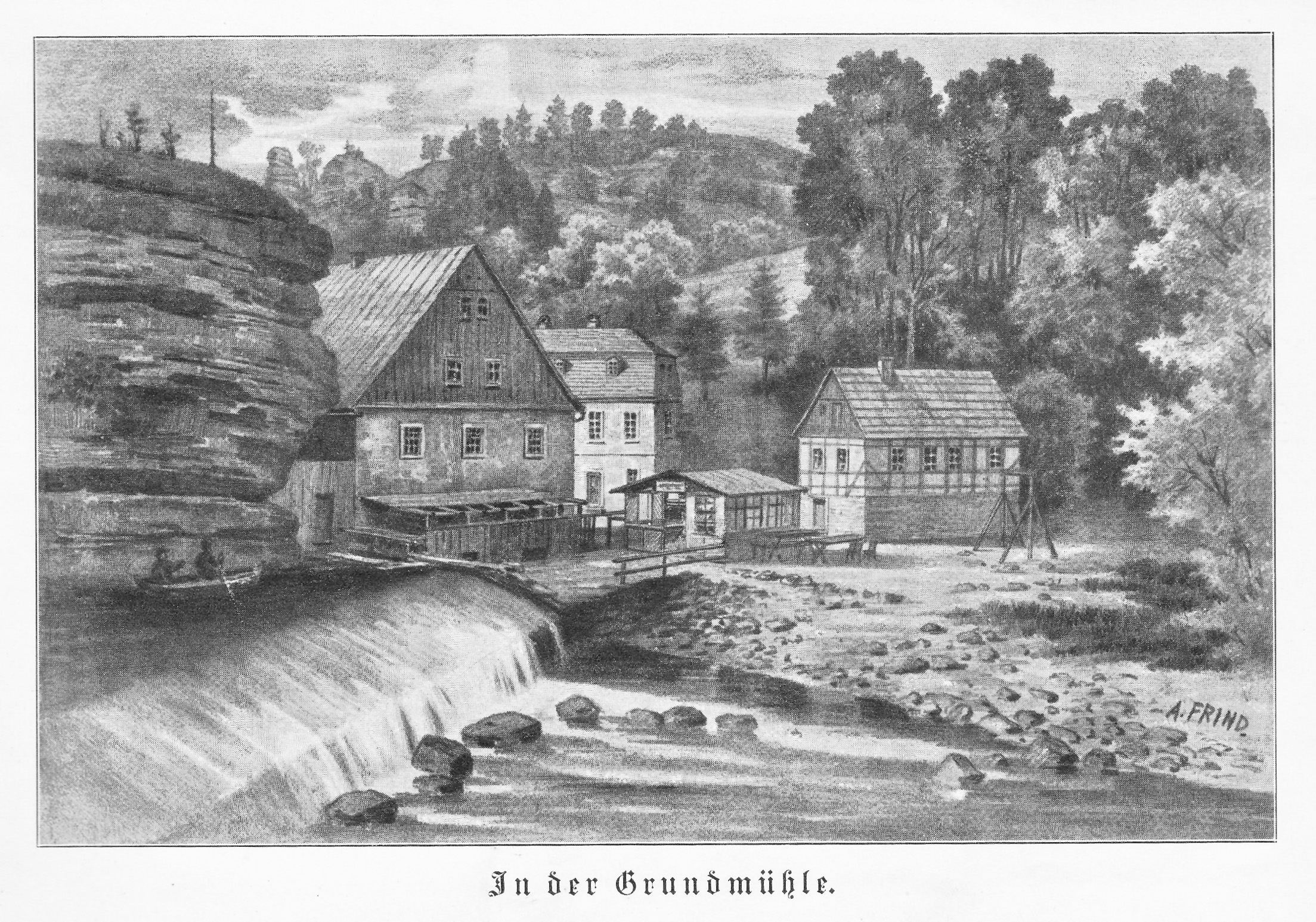
Dolský mlýn